# Tropidia mindanaensis
Tropidia mindanaensis är en orkidéart som beskrevs av Oakes Ames. Tropidia mindanaensis ingår i släktet Tropidia och familjen orkidéer. Inga underarter finns listade i Catalogue of Life.